# Dmitri Borodin
Dmitri Vladimirovich Borodin (8 de octubre de 1977 en Leningrado), es un futbolista ruso, se desempeña como guardameta y actualmente juega en el Zenit de San Petersburgo.

## Clubes
| Club                      | País  | Año         |
| ------------------------- | ----- | ----------- |
| Lokomotiv San Petersburgo | Rusia | 1998 - 1999 |
| FC Zenit San Petersburgo  | Rusia | 2000 - 2001 |
| FC Torpedo Moscú          | Rusia | 2002 - 2007 |
| FC Sibir Novosibirsk      | Rusia | 2008        |
| FC Anzhi Majachkalá       | Rusia | 2008        |
| FC Zenit San Petersburgo  | Rusia | 2009 -      |
| FC Khimki                 | Rusia | 2009        |

- Datos: Q948783
- Multimedia: Dmitry Borodin / Q948783